# Tim McInnerny
Timothy L. McInnerny ( ˌmækɪˈnɜːrni ), Cheadle Hulme, Cheshire, 1956. szeptember 18. –) angol színpadi, film- és televíziós színész, énekes, komikus. Számos szerepet játszott drámai filmekben és vígjátékokban. Az 1980-as években lett híres a Fekete Vipera sorozat első évadaiban, Lord Percy Percy alakjában, a sorozat későbbi évadában Darling századosként jelent meg. Angliai színpadokon drámai és szatirikus darabokban szerepel sikerrel.

## Élete

### Származása, tanulmányai
Cheshire megyében született, William Ronald McInnerny és Mary Joan Gibbings fiaként. Egy nővére van, Lizzy McInnerny színésznő. Szülővárosában, Cheadle Hulme-ban nőtt fel, a stroudi Marling School-ba járt, majd az oxfordi Wadham College-ban szerzett oklevelet angol nyelv és irodalomból 1976-ban. Közben egy évet kihagyott, és turistaként járta a világot.

### Színészi pályája
Első filmszerepét a Fekete Vipera tévésorozatban kapta, az 1980-as évek elején, Rowan Atkinson mellett. A két első évadban ugyanazt a kétbalkezes arisztokratát, Lord Percy Percyt alakította, a harmadik sorozatban visszautasította a szerepet, nehogy beskatulyázzák ilyen karakterszerepekre (a sorozatnak csak egyetlen epizódjában jelent meg). A negyedik évadban (Blackadder Goes Forth) egy, a Lord Percytől gyökeresen elütő típusú karaktert vállalt el, Kevin Darling századosét.
Fontos mellékszerepet kapott a nagy sikerű A sötétség pereme (Edge of Darkness) tévésorozatban (1985): Terry Shields-et, a meggyilkolt főszereplő, Emma Craven élettársát alakította.
A Kisvárosi gyilkosságok című krimisorozat egyik 2010-es epizódjában egy gátlástalan üzletembert alakít, aki otromba megjegyzéseivel mindenkit megsért, végül Saskia Reeves lefejezi. 2011-ben Quartermain szerepében ismét Rowan Atkinson mellett jelent meg a Johnny English újratöltve c. harsány vígjátékban.
Tehetséggel alakított kiismerhetetlen, durva, pökhendi, idegesítő karaktereket, így Alonzó szerepét a 101 kiskutyában (1996) és folytatásában, a 102 kiskutyában (2000). Hasonló fickókat jelenített meg több Agatha Christie-filmadaptációban is.
Egy gyermekgyilkossággal ártatlanul megvádolt férfit alakított a Law & Order: UK című sorozat egyik 2011-es epizódjában. 2016-ban beszállt a HBO Trónok harca sorozatának hatodik évadába, Lord Robett Glover szerepében.
2012 óta McInnerny a Norwichi Filmfesztivál egyik védnöke.

### Színpadi és énekesi munkája
A manchesteri Royal Exchange Színházban előadott szerepei közül említendő az 1981-es Clitandre-alakítása , Molière: Mizantróp-jában, amelyet Casper Wrede rendezett, továbbá 1982-es Billy Bibbitt-alakítása a Száll a kakukk fészkére színműben, melyet Dale Wasserman írt Ken Kesey regényéből, és Greg Hersov állított színpadra.
1985-ben a londoni Royal National Theatre-ben Anthony Hopkinsszal együtt szerepelt David Hare és Howard Brenton Pravda című szatirikus színművben, amely a Fleet Street újságíró társadalmának kormányzati beidomítását karikírozza a Thatcher-korszakban, célozva a korabeli szovjet központi pártlap, a Pravda teljes lojalitására.
1989-ben Kate Bush-sal együtt zenés videófilmre énekelte a „This Woman’s Work” dalt. Közreműködött a Westlife együttes zenés videófilmjében, az Uptown Girl-ben, Claudia Schiffer, Robert Bathurst, Crispin Bonham-Carter, Ioan Gruffudd és James Wilby társaságában.
1990-ben elvállalta Dr. Frank-N-Furter groteszk énekes-táncos figurájának alakítását a londoni West End Színházban, a The Rocky Horror Show musicalben. A produkció hanganyaga nagylemezen is megjelent.
2007-ben a londoni Bankside-on, a Shakespeare’s Globe Színházban Jágót játszotta az Othellóban. Michael Billington kritikus azt írta, McInnerny apró gesztusok útján is képes érzékeltetni az ördögi gonoszságot. Az előadást 2008-ban videófilmen is kiadták.

## Főbb filmszerepei
- 2024: Gladiátor II. (Gladiator II); Thraex
- 2024: The End; önmaga
- 2024: Egy nap (One Day); tévé-minisorozat; Stephen
- 2023: Mrs. Davis; tévé-minisorozat; mesterember
- 2022: Stromboli; Harold
- 2022: Marooned Awakening; Karl
- 2021: A kígyó (The Serpent); tévé-minisorozat; Paul Siemons
- 2020: Londoni bandák (Gangs of London); tévésorozat; Mr. Jacob
- 2020: The Windermere Children; Leonard Montefiore
- 2018–2020: Christine Keeler tárgyalása (The Trial of Christine Keeler); tévésorozat; Redmayne
- 2019: Léghajósok (The Aeronauts); Airy
- 2019: Killers Anonymous; Calvin
- 2019: Emmy hercegnő lovai (Princess Emmy); animációs film; Gregorius, szellem hangja
- 2018: Agatha és a gyilkosság igazsága (Agatha and the Truth of Murder); tévéfilm; Randolph
- 2018: A szavak ereje (Sometimes Always Never); Arthur
- 2018: Peterloo; a régens herceg
- 2011–2019: Trónok harca (Game of Thrones); tévésorozat; Lord Robett Glover
- 2017: In the Dark; tévé-minisorozat; Frank Linnell
- 2017: Kurtizánok kora (Harlots); tévésorozat; Lord Repton
- 2017: A víziló (The Hippopotamus); Oliver Mills
- 2016: National Treasure; tévésorozat; Karl
- 2016: Houdini and Doyle; tévé-minisorozat; Horace Merring főfelügyelő
- 2016: Race – A legendák ideje (Race); Charles Sherrill
- 2010–2016: Sherlock; tévésorozat; Sir Eustace Carmichael
- 2015: Eddie, a sas (Eddie the Eagle); Dustin Target
- 2015: Válaszcsapás (Strike Back); tévésorozat, Robin Foster
- 2015: Kémvadászok: A szolgálat kötelez (Spooks: The Greater Good); Oliver Mace
- 2014–2015: Outlander – Az idegen (Outlander); tévésorozat; Bain atya
- 2014: The Boy in the Dress; tévéfilm; Mr. Hawthorn
- 2014: Automata (Autómata); Vernon Conway
- 2014: Castles in the Sky; Winston Churchill
- 2012: The Bleak Old Shop of Stuff; tévésorozat; Harmswell Grimstone
- 2011: Law & Order: UK; tévésorozat; Simon Bennet
- 2011: Johnny English újratöltve (Johnny English Reborn); Quartermain
- 2010: Fekete halál (Black Death); Hob
- 2010: Kisvárosi gyilkosságok (Midsomer Murders); tévésorozat; „Guillaume kardja” epizód; Hugh Dalgleish
- 2009: George Gently; tévésorozat; Geoffrey Pershore
- 2009: Vagányok – Öt sikkes sittes (Hustle); tévésorozat; Anthony Kent bíró
- 2008: Az ördög szeretője (The Devil’s Whore); tévé-minisorozat; Joliffe
- 2005–2008: Ki vagy, doki? (Doctor Who]]; tévésorozat; Mr Halpen
- 2008: Othello (Shakespeare’s Globe Theatre); videófilm; Jágó
- 2008: Fagypont (Freezing); tévésorozat; Bamber Jones
- 2007: Kórház a káosz szélén (Save Angel Hope); Backman
- 2004–2006: Kémvadászok (Spooks); tévésorozat; Oliver Mace
- 2006: Csapatleépítés (Severance); Richard
- 2006: A szépség vonala (The Line of Beauty); Gerald Fedden
- 2005: Casanova; a dózse
- 2005: Sherlock Holmes és Arthur Conan Doyle furcsa esete (The Strange Case of Sherlock Holmes & Arthur Conan Doyle); tévéfilm; Mr. Selden
- 2004: Agatha Christie: Marple; tévésorozat; „Gyilkosság a paplakban” c. epizód; Leonard Clement tiszteletes
- 2004: Puskapor, árulás és összeesküvés (Gunpowder, Treason & Plot); tévéfilm; Cecil
- 2001: Westlife: Uptown Girl; zenés videófilm; az osztályon felüli vevő
- 2001: Don’t Eat the Neighbours; tévésorozat; Terrapin
- 2001: A király új ruhája (The Emperor’s New Clothes); Dr. Lambert
- 2000: 102 kiskutya (102 Dalmatians); Alonzo
- 1998–2000: The Canterbury Tales; tévésorozat; több szerepben
- 2000: Dominion; tévésorozat; Roger Avery
- 2000: A csodatevő ( The Miracle Maker); Barabbás hangja
- 2000: A hosszúsági fok (Longitude); tévéfilm; Christopher Irwin
- 1999: Fekete Vipera: Oda-vissza (Blackadder Back & Forth); All Darlings
- 1999: Watership Down; tévésorozat; Silverweed hangja
- 1999: Csődtömeg (Rogue Trader); Tony Hawes
- 1999: Sztárom a párom (Notting Hill); Max
- 1997: Az igazi tündérmese (FairyTale: A True Story); John Ferret
- 1996: 101 kiskutya (101 Dalmatians); Alonzo
- 1996: Baleseti sebészet (Casualty); tévésorozat; Marty Deakin
- 1995: A nagy Kandinszky (); tévéfilm; az igazgató
- 1995: III. Richárd (Richard III); Catesby
- 1995: Nagy Katalin (Catherine the Great); tévéfilm; őrült szerzetes
- 1993: Az ifjú Indiana Jones kalandjai (The Young Indiana Jones Chronicles); tévésorozat; Franz Kafka
- 1989: Fekete Vipera 4. (Blackadder Goes Forth); tévésorozat; Kevin Darling százados
- 1989: Erik, a viking (Erik the Viking); Sven the Berserk
- 1988: A Very British Coup; tévé-minisorozat; Fiennes
- 1988: The Modern World: Ten Great Writers; tévé-dokumentumfilmsorozat; Settembrini
- 1988: A Fekete Vipera: Lovagi évek (Blackadder: The Cavalier Years); tévéfilm; férfi a tömegben
- 1987: Fekete Vipera 3. (Blackadder the Third); tévésorozat; Lord Topper / Fop
- 1986: Anasztázia (Anastasia: The Mystery of Anna); tévé-minisorozat; Jakovlev
- 1986: Fekete Vipera 2. (Blackadder II); tévésorozat; Lord Percy
- 1985: A sötétség pereme (Edge of Darkness); tévé-minisorozat; Terry Shields
- 1985: Sherlock Holmes kalandjai ( The Adventures of Sherlock Holmes); tévésorozat; „A Vöröshajúak Klubja” c. epizód; John Clay
- 1985: Wetherby; John Morgan
- 1982–1983: Fekete Vipera  (The Black Adder); tévésorozat; Percy

## További információ
- Tim McInnerny a PORT.hu-n (magyarul)
- Tim McInnerny az Internetes Szinkronadatbázisban (magyarul)
- Tim McInnerny az Internet Movie Database-ben (angolul)
- Tim McInnerny a Rotten Tomatoeson (angolul)
- Tim McInnerny az AlloCiné weboldalán (franciául)
- Tim McInnerny (angol nyelven). famousfix.com. (Hozzáférés: 2023. október 7.)
- Tim McInnerny (német nyelven). Filmdienst.de